# Vita Karoli Magni

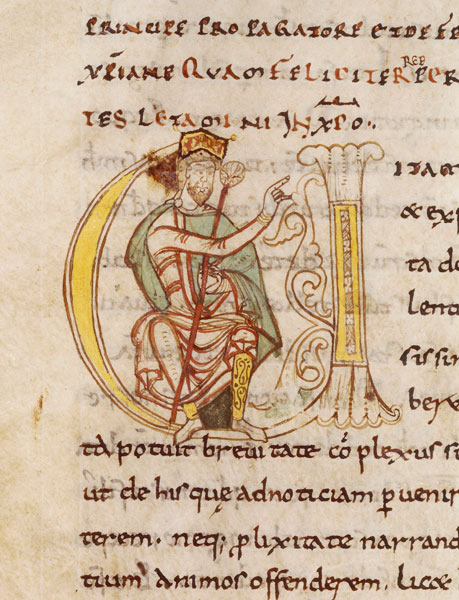
Historisierte Initiale V zu Einhard, Vita Karoli aus der Handschrift Paris, BnF, Latin 5927 fol. 280v, Abtei Saint-Martial zu Limoges, ca. 1050 (?)

Die Vita Karoli Magni ist eine von dem fränkischen Gelehrten Einhard im 9. Jahrhundert verfasste Vita des fränkischen Königs und Kaisers Karl des Großen. Es handelt sich um ein literarisches Kunstwerk der mittellateinischen Literatur aus der karolingischen Renaissance von hohem Rang und programmatischer Bedeutung. Lupus von Ferrières äußerte sich in einem Brief an Einhard entsprechend bewundernd über den eleganten Sprachstil dieser Biographie. Der Originaltitel der Biographie lautete vermutlich Vita Karoli imperatoris.

## Überblick
Im Vorwort (prologus) erläutert Einhard den Zweck des Unternehmens und rechtfertigt seinen Anspruch, als Autor aufzutreten, mit drei Hauptargumenten: 1.) mit seiner Augenzeugenschaft (oculata fide), 2.) mit der Bedeutung von Karls glanzvollem Leben und seiner herausragenden, den Menschen der Gegenwart kaum nachahmbaren Taten (regis excellentissimi et omnium sua aetate maximi clarissimam vitam et egregios atque moderni temporis hominibus vix imitabiles actus), die dem Gedächtnis der Nachwelt (posteritatis memoriae) nicht entzogen werden dürften, 3.) mit der persönlichen Verpflichtung gegenüber Karl aufgrund der von ihm erhaltenen Erziehung am Hof (nutrimentum [...] in me inpensum) und der Freundschaft, die ihn mit dem Kaiser und dessen Kindern verbinde (perpetua [...] cum ipso et liberis eius amicitia) und durch so zahlreiche Wohltaten (tot beneficiorum in me conlatorum) als Schuldner (me debitorem) zur Dankbarkeit verpflichte (merito ingratus videri et iudicari possem). Abschließend folgt ein für antike und mittelalterliche Vorreden typischer, breit ausgeführter Bescheidenheitstopos, der unter Bezugnahme auf eine Warnung des Meisters der antiken Rhetorik Cicero, sich ohne die notwendigen Fähigkeiten literarisch zu betätigen, eine Rechtfertigung dafür liefert, notfalls eben doch auch mit angeblich unzureichender Bildung ausgestattet ans Werk gehen zu dürfen.
Die Vita selbst beginnt mit einem historischen Exkurs, der eine Darstellung des Übergangs der fränkischen Königsherrschaft von den Merowingern auf den Hausmeier Pippin enthält. Anschließend beschreibt der Autor im ersten Hauptteil des Werkes die Taten Karls, insbesondere die von ihm geführten Kriege sowie seine Bauten. Der zweite Hauptteil enthält Informationen über Karls Äußeres, seine Lebensgewohnheiten, seine Bildung und seine Familie. Auch Karls Maßnahmen zur Pflege von Kultur, Religion und Recht werden geschildert. Erst in diesem Zusammenhang, gleichsam als Fußnote zu den Gründen seiner letzten Romreise, findet sich ein knapper Hinweis auf die Kaiserkrönung. Angeblich soll Karl geäußert haben, er hätte trotz des Weihnachtsfestes die Kirche nicht betreten, wenn er den Plan des Papstes gekannt hätte. Die Stelle (c. 28) spielt eine Schlüsselrolle in der Diskussion um die Kaiserkrönung Karls. Karls literarische Sammeltätigkeit tradierter Lieder mit heroischen Stoffen über königliche Vorfahren unterstreicht er im Heldenliederbuch  (c. 29).
Am Schluss des Werkes findet sich ein Bericht über den Tod Karls und sein Testament.
Im Aufbau ist das Werk stark von den antiken Kaiserbiographien Suetons beeinflusst, was auch das rubrizierende Verfahren (thematischen Schemen folgend) anstelle einer chronologischen Erzählung erklärt. Das Werk zeigt aber deutlich panegyrische Tendenzen, die auch Stildifferenzen gegenüber Sueton zur Folge haben:  Karl der Große wird ausschließlich positiv dargestellt und verherrlicht. Gleichzeitig sollte das Beispiel Karls eine Ermahnung für seine Söhne sein, besonders für Ludwig den Frommen. Ob das Werk als Kritik an Ludwig zu lesen ist, was eine Spätdatierung voraussetzt, ist in der Forschung ebenso umstritten wie die Datierungsfrage. Die Ansätze reichen von 817 bis 836. Zuletzt haben sich Matthias Tischler (828–830) und Steffen Patzold (Frühjahr 829) für eine Spätdatierung entschieden, während Rosamond McKitterick (817, spätestens 823) und Karl Heinrich Krüger (bis Sommer 823) eine Frühdatierung vorgetragen haben.
Umstritten ist ebenfalls die Frage nach dem Herrscherbild, das Einhard vermittelt. Gegen die verbreitete Auffassung, das Herunterspielen der Kaiserkrönung, des Kaisertitels und des kaiserlichen Ornats und Zeremoniells sowie der Bedeutung des Papstes sei als Bekenntnis Einhards zur Tradition des fränkischen Königtums zu werten und damit als Beweis seiner Abneigung gegen das römische Kaisertum anzusehen, wurde zuletzt geltend gemacht, dass zwischen der Kaiserwürde und deren Repräsentationsformen zu unterscheiden sei. Die Abwertung letzterer diene nur dem Ziel, ein in überragender Leistung und Tugend zum Ausdruck kommendes wahres Kaisertum Karls, das solcher Repräsentationsformen gar nicht bedürfe, einem Scheinkaisertum der oströmischen Kaiser gegenüberzustellen, das sich mangels Fundierung durch Leistung und Tugend allein auf äußere Formen stützen könne. Das Paradigma für seine Sicht der Dinge habe Einhard im Merowingerexkurs vorgeführt und es dem Leser überlassen, auf der Grundlage der dort entwickelten Beurteilungskriterien die Frage nach dem wahren Kaiser zu entscheiden.
Der Quellenwert der Vita ist trotz der Voreingenommenheit des Autors, die bei der Interpretation berücksichtigt werden muss, aufgrund dessen jahrzehntelanger Zugehörigkeit zum engsten Umfeld des Herrschers, seiner exzellenten Informationsmöglichkeiten als Mitglied der Hofgesellschaft und der Nähe der Abfassungszeit zu den Ereignissen als außerordentlich hoch zu veranschlagen. Die Vita ist eine wichtige Ergänzung zu den übrigen Quellen der Karolingerzeit und enthält auch Angaben, die sonst nirgendwo überliefert sind.

## Überlieferung
Das immense Interesse an Karl dem Großen und der außerordentliche literarische Erfolg seines Biographen lassen sich auch an der handschriftlichen Überlieferung ablesen. Die Vita Karoli Magni gehört mit 123 erhaltenen Handschriften bzw. Fragmenten, davon 105 aus dem Mittelalter, und weiteren bezeugten, jedoch verlorenen Exemplaren, in die Spitzengruppe der Texte der lateinischen Literatur des Mittelalters, die die breiteste handschriftliche Überlieferung überhaupt aufweisen. Zumeist wurde sie in Sammelhandschriften zusammen mit weiteren Texten über Karl den Großen sowie anderem historiographischem Material überliefert. Trotzdem dauerte es nach der Erfindung des Buchdrucks immerhin ein Dreivierteljahrhundert, bis die editio princeps, die erste gedruckte Ausgabe, des historisch interessierten Humanisten Beatus Rhenanus bei Johannes Soter, Köln 1521, erschien.

## Ausgaben und Übersetzungen
- Hermann von Neuenahr  (Hrsg.): Vita Et Gesta Karoli Magni per Eginhartum descripta. Johannes Soter, Köln 1521 (editio princeps)
- Oswald Holder-Egger (Hrsg.): Scriptores rerum Germanicarum in usum scholarum separatim editi 25: Einhardi Vita Karoli Magni. Hannover 1911 (Monumenta Germaniae Historica, Digitalisat) (maßgebliche kritische Edition)
- Paolo Chiesa (Hrsg.): Eginardo, Vita Karoli.   „Personalità e imprese di un re grandissimo e di meritatissima fama“ (SISMEL Edizioni del Galluzzo per la Fondazione Ezio Franceschini 180), Florenz 2014 (kritische Edition mit italienischer Übersetzung und Kommentar sowie profunder Einleitung), ISBN 978-88-8450-537-8
- Einhard: Vita Karoli Magni. Lat./Dt. Übers., Anm. u. Nachw. von Evelyn Scherabon Firchow. Reclam-Verlag, Ditzingen 1986 (und NDe), ISBN 3-15-001996-6
- Einhard: Das Leben Karls des Großen (lateinisch und deutsch). In: Ausgewählte Quellen zur deutschen Geschichte des Mittelalters (Freiherr-vom-Stein-Gedächtnisausgabe), Bd. 5, Darmstadt 1955, S. 157–211.